# Mehmet Özhaseki

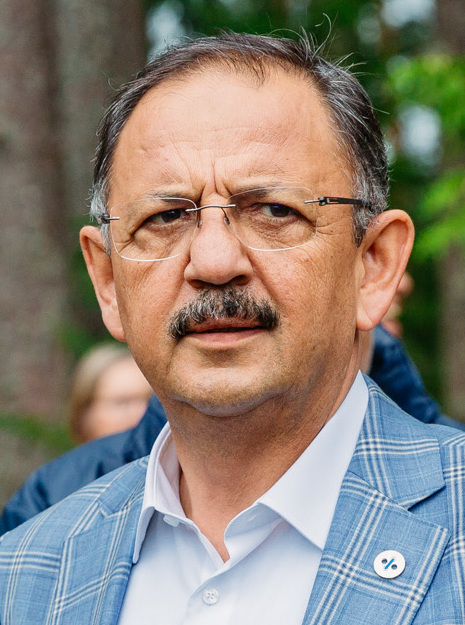
Mehmet Özhaseki (2017)

Mehmet Özhaseki (* 1957 in Kayseri) ist ein türkischer Politiker der Adalet ve Kalkınma Partisi. Zwischen 1998 und 2015 war Özhaseki Bürgermeister von Kayseri.

## Leben
Nach dem Abitur in Kayseri begann Özhaseki Elektroingenieurswesen an der Hacettepe-Universität in Ankara zu studieren. Nach Abbruch des Studiums wechselte er an die Universität Istanbul, um dort Rechtswissenschaften zu studieren. Nach einem Praktikum im Justizgebäude von Kayseri wechselte er ohne Ausübung seines Berufes an die Spitze des Familienbetriebes, der im Textilbereich tätig ist. Dort blieb er bis 1994.
Ab 1980 war er auch im Bereich Hilfsstiftungen, Vereine und Organisationen für Hilfsbedürftige tätig. 
Nachdem Özhaseki 1994 in die Politik eintrat, wurde er bei den Kommunalwahlen am 27. März 1994 zum Bürgermeister des Stadtteils Melikgazi von Kayseri gewählt. Am 23. Juni 1998 wurde er durch den Gemeinderat zum Oberbürgermeister von Kayseri ernannt, nachdem sein Vorgänger Şükrü Karatepe zurücktreten musste. Bei den Wahlen von 2009 erhielt er 61 Prozent der Stimmen. Er wurde somit der erste Politiker, der seit vier Wahlperioden dieses Amt innehatte. Im Februar 2015 trat er von seinem Amt zurück, um bei der Parlamentswahl 2015 für seine Heimatprovinz Kayseri zu kandidieren. Im Kabinett Yıldırım war er ab 2016 als Minister für Umwelt und Stadtplanung tätig.
2019 wurde er zu den Kommunalwahlen in der Türkei als Kandidat der AKP zum Oberbürgermeister von Ankara aufgestellt, unterlag jedoch dem Oppositionellen Mansur Yavaş.
Er ist verheiratet und hat vier Kinder. An Fremdsprachenkenntnissen kann er Englisch und Arabisch vorweisen. Zudem ist er Ehrenmitglied der beiden Fußballvereine Kayserispor und Erciyesspor.